# Тютюнова пляшечка

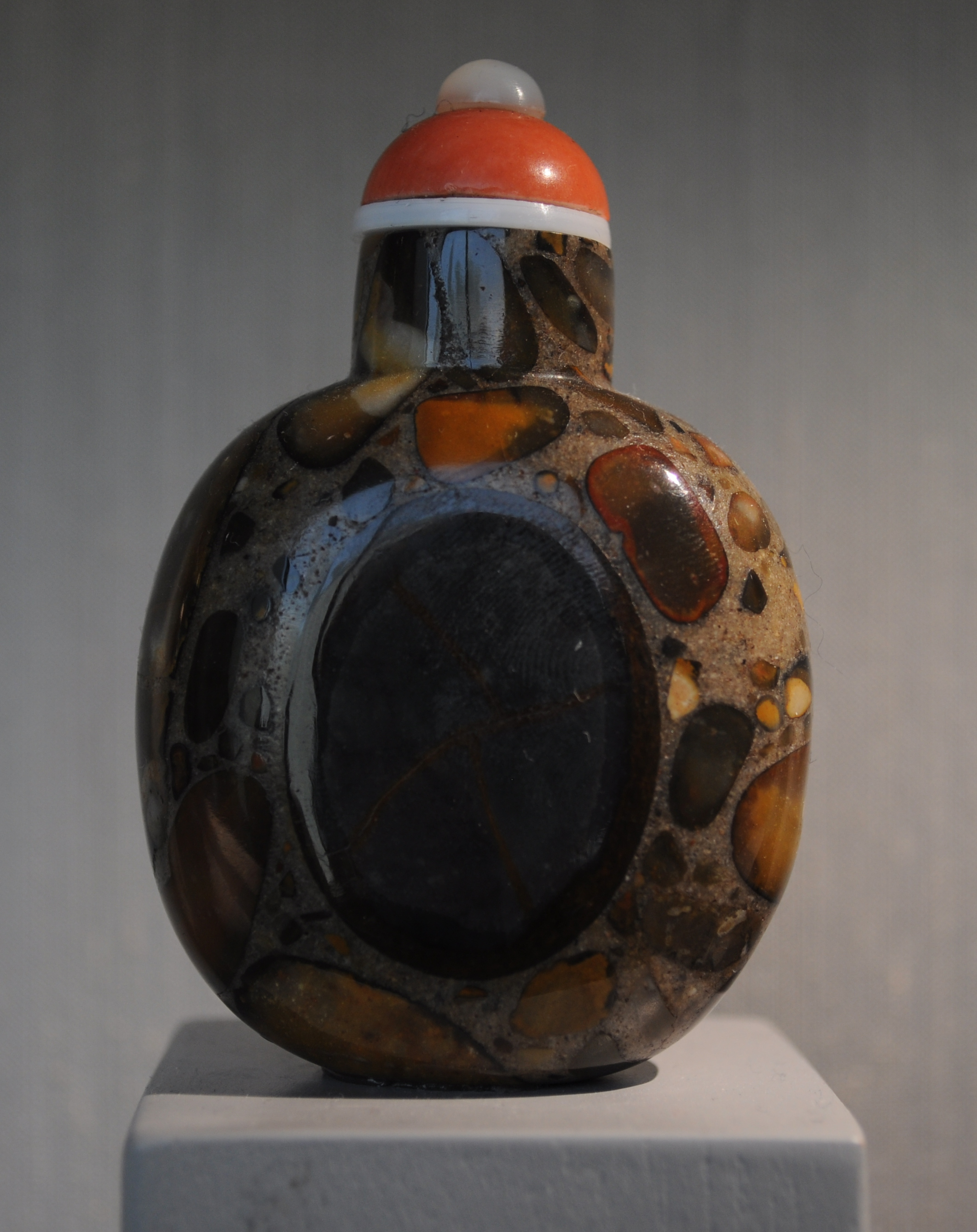
Кам'яний тютюновий флакончик, Музей азійського мистецтва, Даллас, Техас

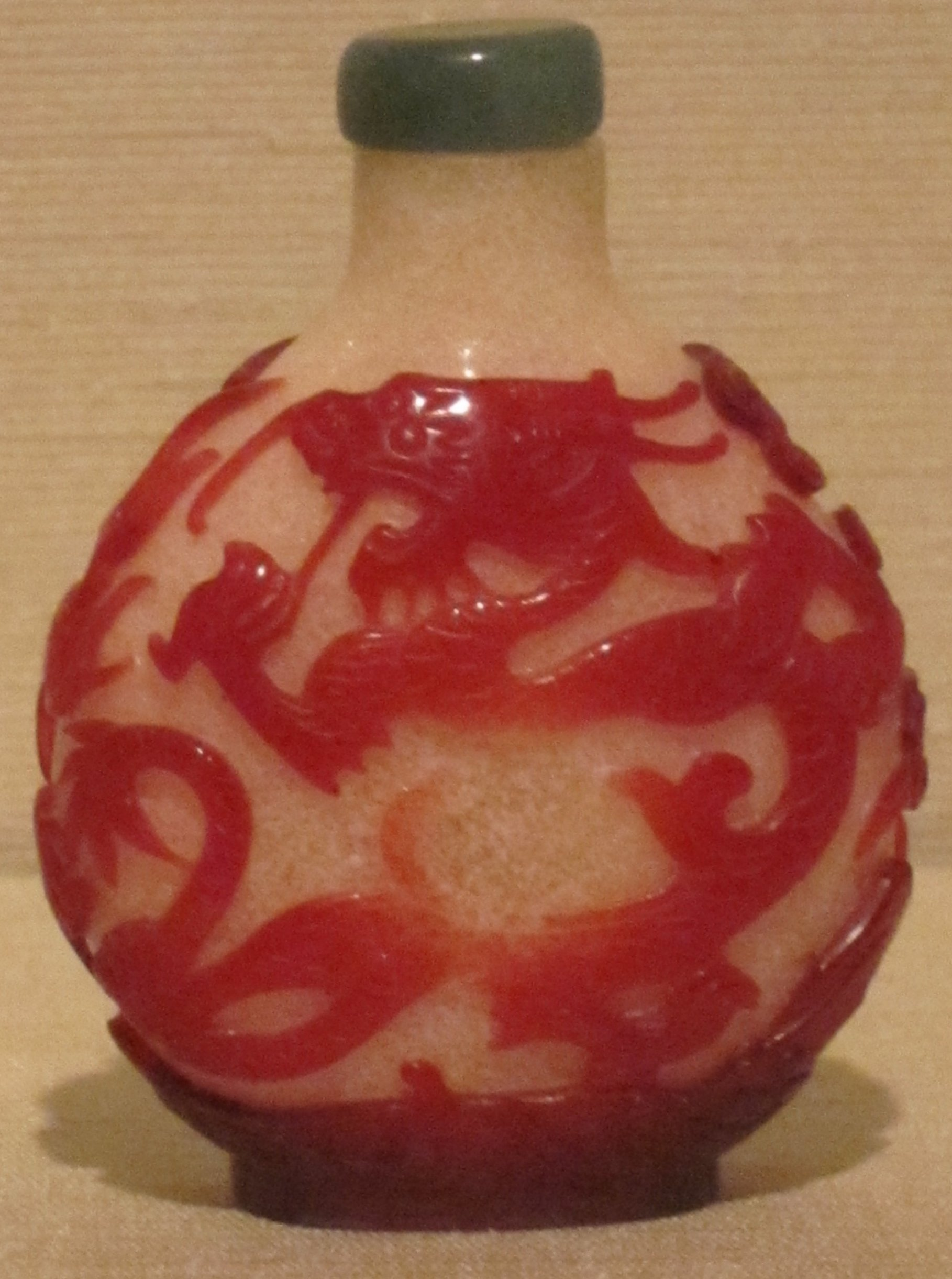
Скляний тютюновий флакончик XVIII століття з жадеїтовою пробкою, Художній музей Гонолулу

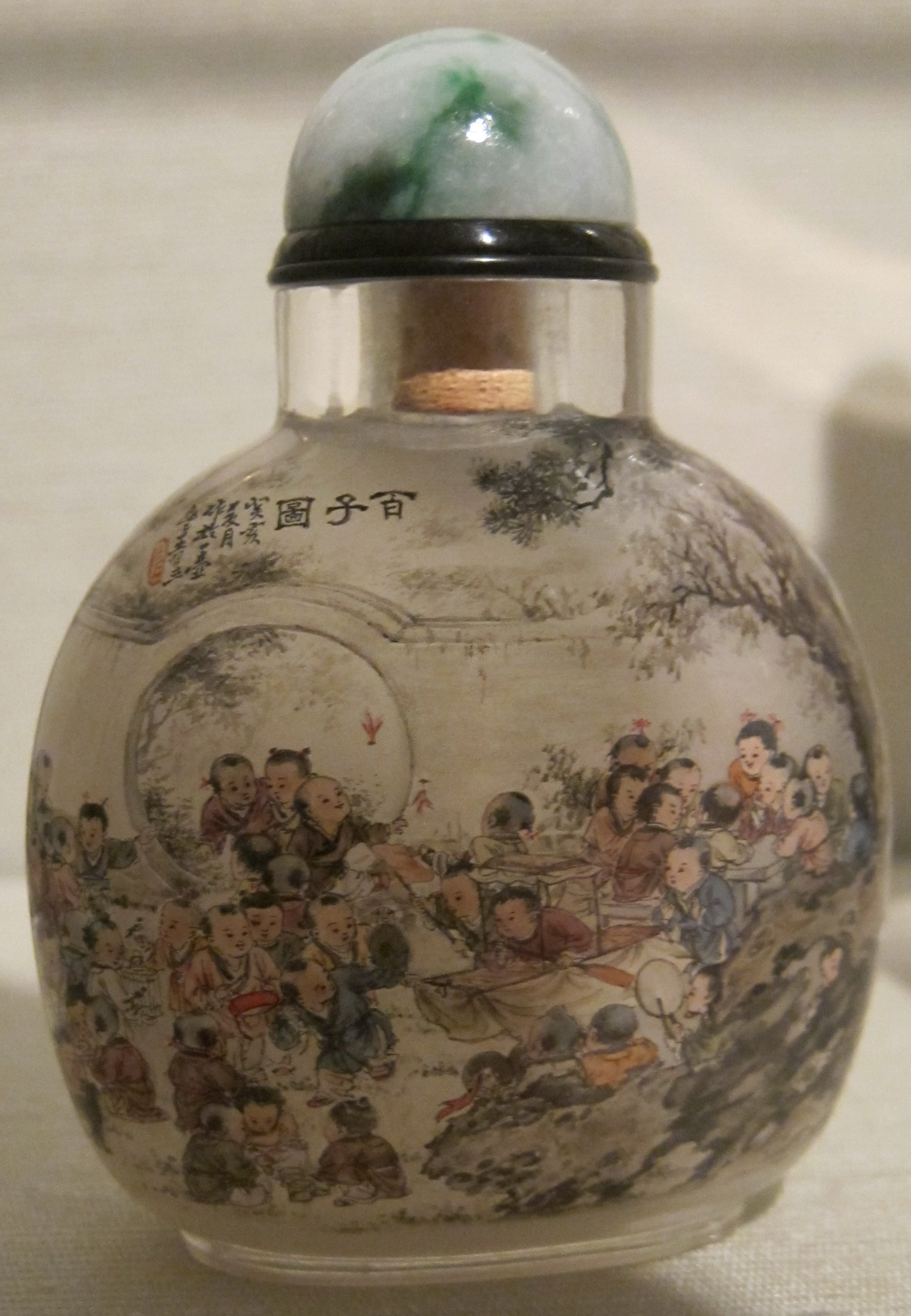
Скляний тютюновий флакончик з внутрішнім розписом, кінець XIX століття, з жадеїтовою пробкою, Художній музей Гонолулу

Тютюнова пляшечка (англ. snuff bottle) — маленький флакон, призначений для зберігання нюхального тютюну. У кришці тютюнової пляшечки знаходиться ложечка зі слонової кістки, металу або дерева, за допомогою якої витягується порція тютюну для вживання.

## Історія
Тютюн був завезений в Китай імовірно португальськими торговцями в кінці XVI ст. і перший час експортувався в країну з Філіппін, де португальцями були закладені тютюнові плантації. Спочатку паління тютюну в Китаї переслідувалося владою, а в 1639 році торгівля їм була і зовсім заборонена. З другої половини XVII ст. тютюн стали вирощувати і в самому Китаї, на острові Тайвань. Звичай вживання нюхального тютюну став поступово поширюватися в Китаї з царювання і зміцненням манчжурської династії Цін. Відомо, що в 1684 году єзуїти піднесли нюхальний тютюн в подарунок імператору Кансі. Європейська табакерка в Китаї не прижилася, і ємністю для зберігання нюхального тютюну була обрана традиційна китайська пляшечка для ліків. Найбільш ранні китайські тютюнові флакончики (спочатку тільки зі скла та порцеляни) датуються першим десятиліттям XVIII в. Перші цінські імператори (Кансі, Юнчжен і Цяньлун) були пристрасними колекціонерами тютюнових флакончиків, які виготовлялися для них і двору в імператорських майстерень кращими майстрами. З другої половини XVIII ст. звичка вживання нюхального тютюну увійшла в моду серед знаті і високопоставлених чиновників в Пекіні, а потім поступово і по всій країні. Володіння рідкісними тютюновими флакончиками стало ознакою високого соціального рангу і престижу свого власника. Їх підносили як цінний подарунок, а нерідко навіть і хабарі. Так, відомий своєю корупцією перший міністр Хешень був володарем колекції з 2309 вишуканих тютюнових флакончиків, які після його вимушеної смерті були розпродані на відкритому аукціоні.
Тютюнові флакончики використовувалися не тільки в Китаї — вони поширилися на багато країн Південно-Східної Азії, наприклад, використовувалися в Японії та Індії.
Популярність тютюнових флакончиків переживає друге народження в XIX ст. у Великій Британії, у епоху Королеви Вікторії, коли китайські дивовижи стають дуже модними у вищому світі.
Сьогодні тютюнові флакончики як і раніше випускаються в якості сувенірів. Старовинні вироби, особливо XVIII — початку XIX ст., є досить популярним предметом колекціонування. У багатьох країнах світу створені об'єднання та асоціації цінителів цих об'єктів китайського прикладного мистецтва.